# Консубстанціація
Консубстанціація (лат. consubstantiatio) — богословське вчення про присутність тіла і крові Ісуса Христа в хлібі і вині в таїнстві Євхаристії. Відповідно до доктрини, в таїнстві Євхаристії співіснують субстанції хліба і тіла, а також вина і крові Христа. Деякі теологи поєднують концепцію консубстанціації з вченням про сакраментальний союз, проповідуваним у лютеранській теології.
На відміну від доктрини транссубстанціації, прийнятої католицькою церквою, доктрина консубстанціації припускає, що євхаристійні дари не перетворюють субстанцію хліба та вина на субстанцію тіла та крові Христа, зберігаючи при цьому випадкові риси (явну форму) їжі, але співіснування субстанції тіла і крові Христа з субстанцією хліба і вина.
Доктрина консубстанціації співіснувала в Західній Церкві до Четвертого Латеранського собору в 1215 році, який прийняв доктрину транссубстанціації як обов’язкову (хоча це питання також було підняте після собору Дунсом Скотом і Вільямом Оккамом).
Консубстанціація відіграла значну роль у русі лолардів в Англії, який розвинувся в XIV ст. Доктрина виживає на основі англіканства, особливо в його високоцерковній та англо-католицькій течії.